# Wojskowy Instytut Medyczny

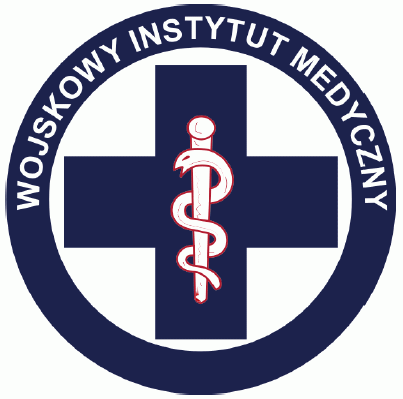
Oznaka rozpoznawcza WIM (2012)

Wojskowy Instytut Medyczny – Państwowy Instytut Badawczy – szpital w Warszawie znajdujący się przy ul. Szaserów 128 w dzielnicy Praga-Południe. Placówka jest centralnym ośrodkiem klinicznym, dydaktycznym, konsultacyjnym i naukowo-badawczym dla wojskowej służby zdrowia. Od 19 października 2022 r. ma status państwowego instytutu badawczego.
Od roku 1996 szpital posiada lądowisko śmigłowcowe, które po remoncie w roku 2011 zostało przystosowane do obsługi lądowań przez całą dobę.

## Historia
Historia Szpitala sięga okresu międzywojennego, od Szpitala Ujazdowskiego – Szpitala Szkolnego Centrum Wyszkolenia Sanitarnego, pierwszego szpitala wojskowego w Warszawie, który podzielił los swojego miasta w czasie II wojny światowej. Po wojnie uroczyste otwarcie szpitala nastąpiło 10 listopad 1945 w gmachu dawnej Szkoły Pielęgniarskiej przy ul. Koszykowej 78, a komendantem Szpitala MON został mjr lek. A. Kaczkowski. W 1952 Szpital MON przekształcono w Centralny Szpital MON. W 1956 do struktury szpitala dołączono samodzielne  dotychczas instytucje: Centralną Przychodnię Lekarską MON oraz Wojskowe Pogotowie Lekarskie garnizonu m.st. Warszawy. Komendantem Szpitala MON został płk lek. Stanisław Noworyta. W 1958 Centralny Szpital MON stał się placówką naukowo-badawczą w ramach powstałej Wojskowej Akademii Medycznej w Łodzi i nadano mu nazwę 2 Centralnego Szpitala Klinicznego WAM. 
Kierownictwo MON podjęło decyzję o budowie nowego gmachu dla szpitala MON. Ostatecznie wybrano lokalizację na warszawskim Grochowie. Budowę nowego obiektu zakończono w październiku 1964 roku przy ul. Szaserów 128, zachowując zespół szpitalny przy ul. Koszykowej. 12 października 1964 nastąpiło oficjalne otwarcie 2 Centralnego Szpitala Klinicznego WAM. Szpital powstał z połączenia 1 Wojskowego Szpitala Okręgowego zlokalizowanego przy ul. Nowowiejskiej i 2 Centralnego Szpitala Klinicznego WAM przy ul. Koszykowej. W 1967 na bazie 2 CSK WAM utworzono Instytut Kształcenia Podyplomowego z 2 2 Centralnym Szpitalem Klinicznym WAM. Komendantem został płk prof. Dymitr Aleksandrow, a komendantem 2 CSK WAM płk lek. Zbigniew Kowalczewski. 
1 stycznia 1999 w związku z reformą służby zdrowia, Szpital uzyskał osobowość prawną i stał się samodzielną jednostką budżetową. Jego organem założycielskim został MON. W 2002 w związku ze zmianami w wyższym wojskowym szkolnictwie medycznym, Wojskowa Akademia Medyczna stała się częścią Uniwersytetu Medycznego na prawach Wydziału, a CSK WAM uległ przekształceniu w Wojskowy Instytut Medyczny. 
Placówka wielokrotnie zmieniała nazwy:
- 1964 – 2 Centralny Szpital Kliniczny Wojskowej Akademii Medycznej
- 1967 – Instytut Kształcenia Podyplomowego Wojskowej Akademii Medycznej z 2 Centralnym Szpitalem Klinicznym WAM na prawach Wydziału ds. Kształcenia Podyplomowego
- 1974 – Centrum Kształcenia Podyplomowego WAM
- 1983 – Centralny Wojskowy Szpital Kliniczny z Centrum Kształcenia Podyplomowego WAM
- 1986 – Centralny Szpital Kliniczny WAM
- 1999 – Centralny Szpital Kliniczny WAM Samodzielny Zakład Opieki Zdrowotnej
- 2002 – Wojskowy Instytut Medyczny z Centralnym Szpitalem Klinicznym Ministerstwa Obrony Narodowej

## Ośrodki
- Ośrodek Kliniczny Chorób Głowy i Szyi
  - Klinika Chirurgii Twarzowo-Szczękowej
  - Klinika Otolaryngologii
  - Klinika Okulistyki

- Ośrodek Kliniczny Chorób Serca i Naczyń
  - Klinika Kardiologii i Chorób Wewnętrznych
  - Klinika Kardiochirurgii
  - Klinika Chirurgii Naczyniowej i Endowaskularnej

- Ośrodek Kliniczny Chorób Układu Pokarmowego, Oddechowego, Chorób Rozrostowych, Endokrynologii i Ginekologii
  - Klinika Gastroenterologii
  - Klinika Chirurgii Ogólnej, Onkologicznej, Metabolicznej i Torakochirurgii
  - Klinika Onkologii
  - Klinika Chorób Wewnętrznych i Hematologii
  - Klinika Chorób Wewnętrznych, Pneumonologii i Alergologii
  - Klinika Endokrynologii i Terapii Izotopowej
  - Klinika Ginekologii i Ginekologii Onkologicznej
  - Klinika Urologii Ogólnej, Czynnościowej i Onkologicznej

- Ośrodek Kliniczny Schorzeń Narządu Ruchu, Traumatologii i Psychoneurologii
  - Klinika Traumatologii i Ortopedii
  - Klinika Ortopedii
  - Klinika Neurochirurgii
  - Klinika Chorób Wewnętrznych i Reumatologii
  - Klinika Rehabilitacji
  - Klinika Neurologiczna
  - Klinika Psychiatrii i Stresu Bojowego

- Ośrodek Kliniczny Intensywnej Terapii i Opieki Specjalnej
  - Szpitalny Oddział Ratunkowy (SOR)
  - Oddział Przyjęć
  - Klinika Anestezjologii i Intensywnej Terapii
  - Klinika Chorób Infekcyjnych i Alergologii
  - Oddział Kliniczny Chirurgii Plastycznej, Rekonstrukcyjnej i Leczenia Oparzeń
  - Klinika Chorób Wewnętrznych, Nefrologii i Dializoterapii

- Ośrodek Diagnostyki Medycznej
  - Zakład Immunologii i Alergologii Klinicznej
  - Zakład Medycyny Nuklearnej
  - Zakład Radiologii Lekarskiej
  - Zakład Transfuzjologii Klinicznej
  - Zakład Patomorfologii
  - Zakład Diagnostyki Laboratoryjnej

- Klinika Pediatrii, Nefrologii i Alergologii Dziecięcej
- Klinika Dermatologiczna
- Poradnia Podstawowej Opieki Zdrowotnej

## Komendanci, dyrektorzy
Komendantaci i Dyrektorzy od 1945:

### Komendanci
Szpital MON (1945–1952) (ul. Koszykowa 1945–1952)
- mjr lek. A. Kaczkowski (1945–1952)

 Centralny Szpital MON  (1952–1958)
- płk lek. Stanisław Noworyta – (1952–1958)

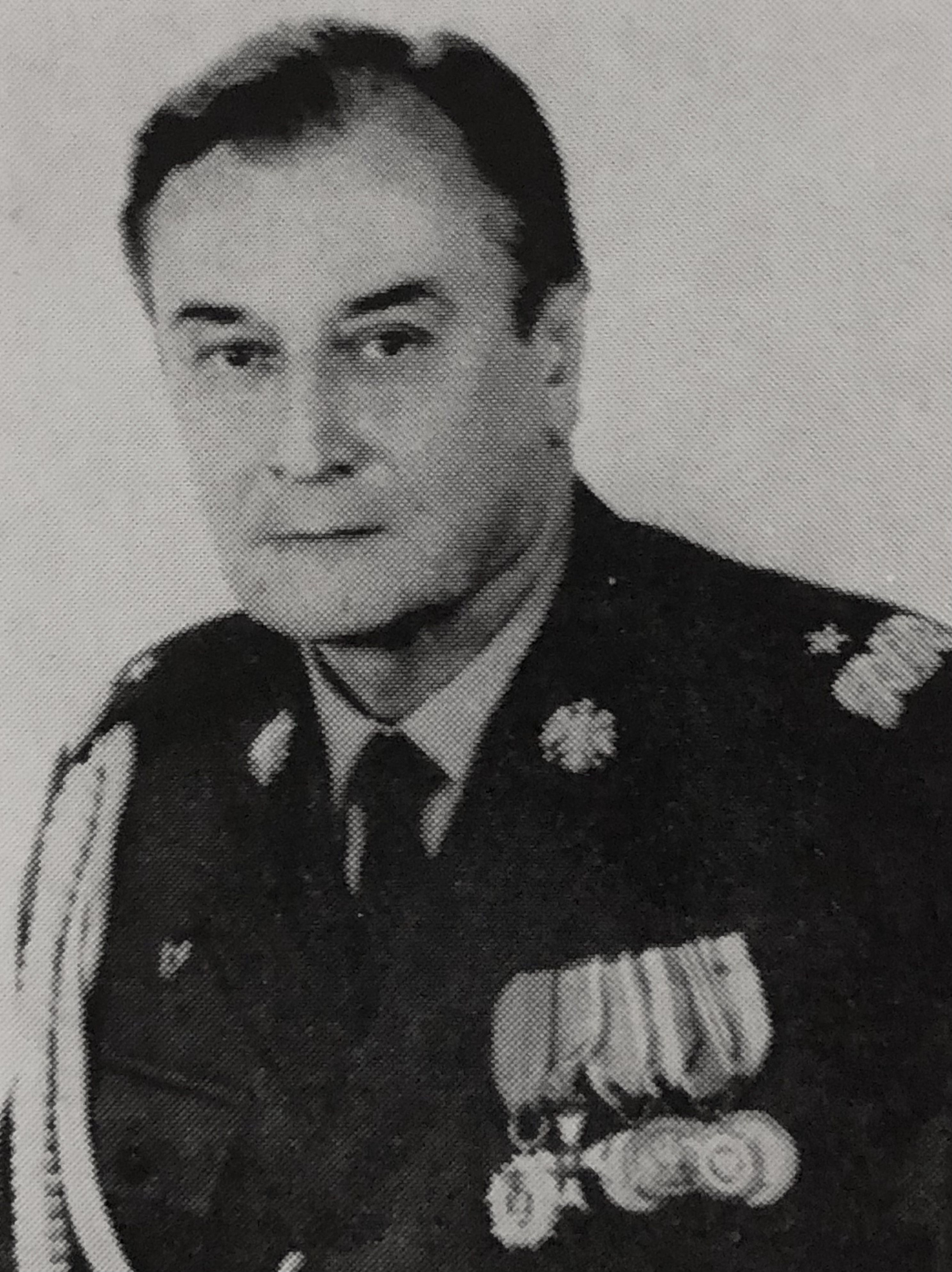
gen. bryg. D. Aleksandrow

płk Sylwester Czaplicki

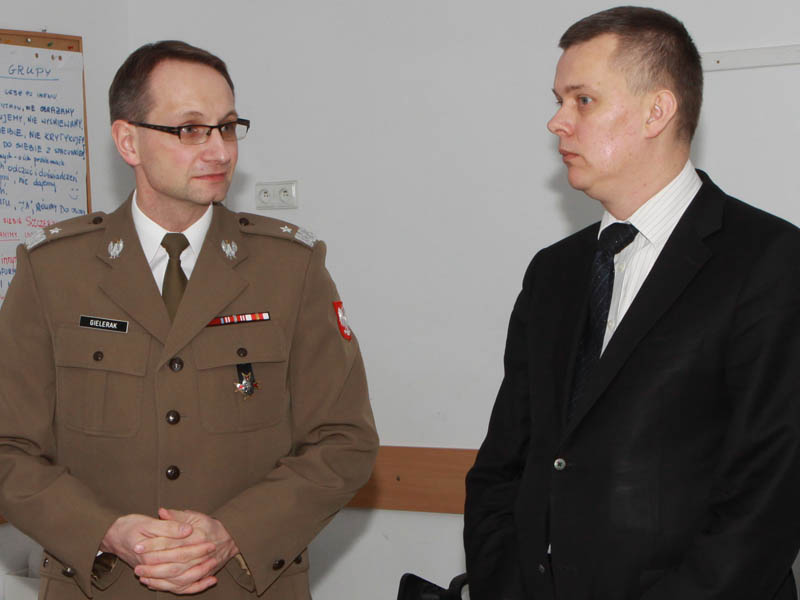
gen. bryg. prof. dr hab. n. med. Grzegorz Gielerak zdjęcie z 2011

 2 Centralny Szpital Kliniczny Wojskowej Akademii Medycznej  (ul. Koszykowa 1958–1964)
- płk lek. Stanisław Noworyta (1958–1961)
- płk dr hab. Czesław Półtorak (1961–1963)

2 Centralny Szpital Kliniczny Wojskowej Akademii Medycznej  (ul. Szaserów 1964–1967)
- płk lek. Tadeusz Rożniatowski (1964–1965)
- płk lek. Tadeusz Stasiak (1965–1967)

 Instytut Kształcenia Podyplomowego WAM z 2 Centralnym Szpitalem Klinicznym WAM  (1967–1974)
- gen. bryg. prof. dr hab. Dymitr Aleksandrow (1967–1972)

2 Centralny Szpital Kliniczny WAM:
- płk lek. Zbigniew Kowalczewski (1967–1972)
- płk prof. dr n. med. Sylwester Czaplicki (1972–1974)

 Centrum Kształcenia Podyplomowego WAM  (1974-1983)
- płk prof. dr n. med. Sylwester Czaplicki (1974-1983)

 Centrum Kształcenia Podyplomowego WAM 
- płk prof. dr hab. med. Tadeusz Orłowski (1983–1986)

 Centralny Wojskowy Szpital Kliniczny 
- płk lek. Leszek Bogdał (1983–1986)

 Centralny Szpital Kliniczny WAM  (1986–1999)
- płk prof. Henryk Chmielewski (1986–1998)
- płk prof. dr hab. med. Zbigniew Dumański (1991–1996)
- płk prof. dr hab. med. Eugeniusz Dziuk (1996–1999)

 Centralny Szpital Kliniczny WAM z Polikliniką Samodzielny Zakład Opieki Zdrowotnej  (1999–2002)
- płk prof. dr hab. med. Eugeniusz Dziuk (1999–2001)
- płk prof. dr hab. n. med. Marek Maruszyński (2001–2002)

### Dyrektorzy
Wojskowy Instytut Medyczny z Centralnym Szpitalem Klinicznym MON  (od 10 grudnia 2002)
- gen. bryg. prof. dr hab. n. med. Marek Maruszyński (2002–2005)
- gen. bryg. prof. dr hab. n. med. Jan Podgórski (2005–2007)
- płk prof. dr hab. n. med. Waldemar Banasiak (2007)
- płk. prof./ gen. broni prof. dr hab. n. med. Grzegorz Gielerak (od 2007)